# 阿杜利斯

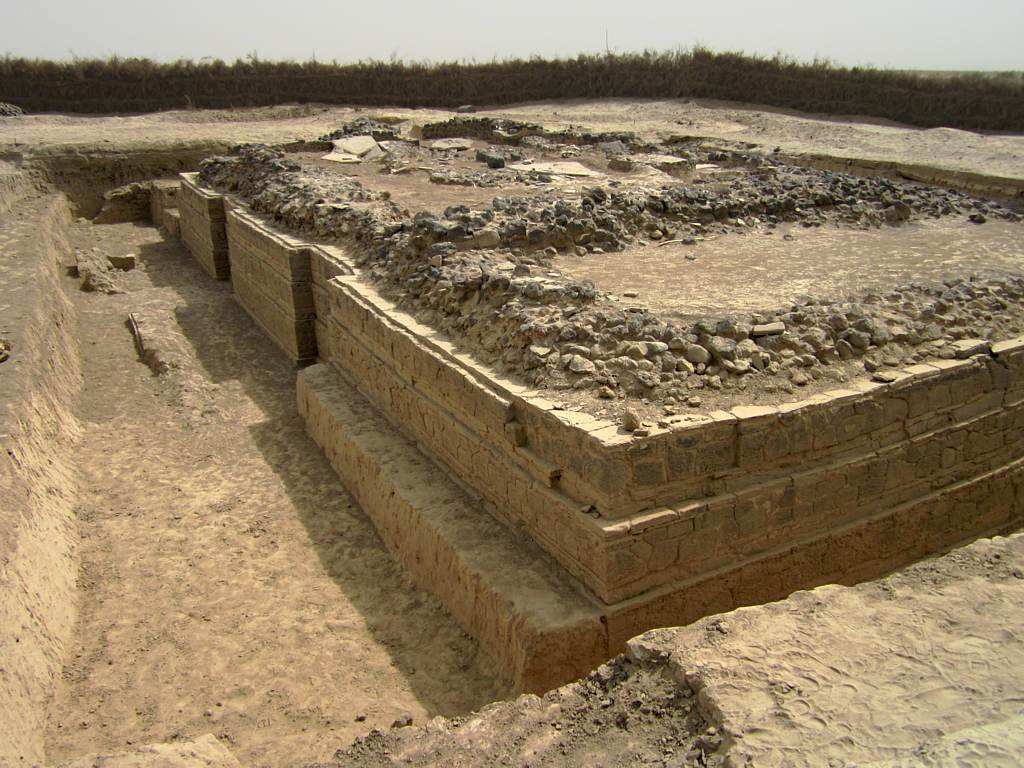
5世紀教堂遺址

阿杜利斯（Adulis），是位于今日厄立特里亚北部红海岸边的一座古城，北距马萨瓦30公里。
老普林尼首次记述了阿杜利斯港，该港是阿克苏姆的主要贸易港口，是象牙、奴隶、香料等的集散地。阿拉伯帝国兴起之后，该港在720年前后被攻陷，致使阿克苏姆失去与拜占庭帝国等传统盟友的联系，走向衰落。此后，阿杜利斯成为阿拉伯人记述中的流放之地，逐渐被废弃。
1840年，一个法国考古团开始对阿杜利斯遗址进行发掘。1906年，在一个德国考古队的努力下，阿杜利斯的大部分城区得以重见天日。